# Аньяна-Калабра
Аньяна-Калабра (італ. Agnana Calabra, сиц. Agnana) — муніципалітет в Італії, у регіоні Калабрія,  метрополійне місто Реджо-Калабрія.
Аньяна-Калабра розташована на відстані близько 510 км на південний схід від Рима, 75 км на південний захід від Катандзаро, 55 км на північний схід від Реджо-Калабрії.
Населення — 564 особи (2014).
Щорічний фестиваль відбувається 2 січня. Покровитель — San Basilio.

## Демографія
Населення за роками:

Станом на 1 січня 2023 року в муніципалітеті офіційно проживало 15 іноземців з 7 країн, серед них 2 громадяни країн Євросоюзу та 3 громадяни України.

## Сусідні муніципалітети
- Каноло
- Джераче
- Маммола
- Сідерно